# Mike Walker (Fußballspieler)
Michael Stewart Gordon „Mike“ Walker (* 28. November 1945 in Colwyn Bay) ist ein ehemaliger walisischer Fußballspieler und Trainer. Sein Sohn Ian Walker war ebenfalls als Torhüter aktiv und bestritt vier Länderspiele für die englische Nationalmannschaft.

## Spielerlaufbahn

### FC Watford (1968–1973)
Nachdem sich Mike Walker beim englischen Viertligisten York City als Stammtorhüter etablieren konnte, wechselte er 1968 zum Drittligisten FC Watford und feierte mit seiner neuen Mannschaft in der Saison 1968/69 den Gewinn der Meisterschaft in der Third Division. Den größten Erfolg erreichte er mit seinem Team im FA Cup 1969/70 durch den Einzug ins Halbfinale (1:5 gegen den FC Chelsea). Zuvor hatte Watford im Viertelfinale den FC Liverpool mit 1:0 ausgeschaltet. Nach drei Jahren in der zweiten Liga, stieg Watford 1971/72 als Tabellenletzter wieder in die Third Division ab.

### Colchester United (1973–1983)
Am 25. August 1973 wechselte er zum Viertligisten Colchester United und stieg in der Saison 73/74 als Tabellendritter in die dritte Liga auf. Nach dem Abstieg in der Saison 1975/76 schaffte die Mannschaft den direkten Wiederaufstieg. Der Verein verbrachte die folgenden drei Jahre in der oberen Hälfte der Third Division, ehe 1980/81 der erneute Abstieg in die Fourth Division erfolgte. Nach zwei Jahren in der vierten Liga beendete Mike Walker 1983 mit 37 Jahren seine Spielerkarriere.

## Trainerlaufbahn

### Colchester United (1986–1987)
Der zuvor bereits im Trainerstab aktive Mike Walker übernahm am 10. April 1986 den Cheftrainerposten bei Colchester United. Nach einem knapp verpassten Aufstieg in der Saison 1986/87, endete diese Tätigkeit beim Viertligisten jedoch bereits am 1. November 1987. Walker wurde als Tabellenführer vom Vorstand entlassen.

### Norwich City (1992–1994)
Nach einer Tätigkeit als Jugendtrainer bei Norwich City, wurde Walker am 1. Juni 1992 zum Cheftrainer befördert und trat beim Erstligisten die Nachfolge von Dave Stringer an. In der ersten Saison der neu eingeführten Premier League 1992/93 führte Walker seine Mannschaft auf den dritten Tabellenrang hinter Manchester United und Aston Villa und damit zur besten Platzierung der Vereinsgeschichte. Durch diesen Erfolg startet City im UEFA-Pokal 1993/94 erstmals im Europapokal und erreichte nach Erfolgen über Vitesse Arnheim (3:0 und 0:0) und den FC Bayern München (2:1 und 1:1) die dritte Runde. Dort erfolgte gegen den späteren Titelträger Inter Mailand mit zwei 0:1-Niederlagen das Aus. Der noch im Oktober 1993 zum Trainer des Monats gewählte Mike Walker verließ Norwich am 6. Januar 1994 um neuer Trainer des FC Everton zu werden.

### FC Everton (1994)
Mit seiner neuen Mannschaft beendete er die Premier League 1993/94 lediglich auf dem siebzehnten Platz und sicherte sich erst am letzten Spieltag mit zwei Punkten Vorsprung auf den Absteiger Sheffield United den Klassenerhalt. Nach einem Fehlstart in die Premier League 1994/95 wurde Mike Walker, auf dem letzten Tabellenplatz liegend, am 8. November 1994 entlassen. Zu diesem Zeitpunkt hatte Everton kein Ligaspiel siegreich beenden können.

### Norwich City (1996–1998)
Seinen nächsten Trainerposten trat Walker erst über 1½ Jahre später an. Am 1. August 1996 kehrte er zu Norwich City zurück, die 1995 in die zweite Liga abgestiegen waren. Nach einem dreizehnten Platz in der Saison 1996/97, fand sich Walker mit Norwich auch 1997/98 lediglich im unteren Mittelfeld der Tabelle wieder, ehe er kurz vor Saisonende am 30. April 1998 entlassen wurde.

### APOEL Nikosia (2000–2001)
Seinen letzten Trainerposten übernahm Mike Walker im Jahr 2000 beim zyprischen Erstligisten APOEL Nikosia. Mit seiner neuen Mannschaft erreichte er in der ersten zyprischen Liga 2000/01 jedoch lediglich einen fünften Tabellenplatz.